# ここで逢いましょう
「ここで逢いましょう」（ここであいましょう）は、1996年7月5日に発売されたサニーデイ・サービス通算4作目のシングル。

## 解説
「ここで逢いましょう」「花咲くころ」両曲とも、オリジナル・アルバム未収録曲。後にベスト・アルバム『Best Flower -B side collection-』と、2013年リリースの2枚組ベスト・アルバム『サニーデイ・サービス BEST 1995-2000』に、それぞれ収録されたほか、後にミディ在籍時の楽曲を網羅した完全生産限定コンプリート・ボックス・セット『“MIDI” COMPLETE BOX』の『アルバム未収録曲集 I』にも、両曲が収録された。また、「ここで逢いましょう」は、2015年3月27日に渋谷公会堂で行われた“サニーデイ・サービス 渋谷公会堂コンサート 2015”のライブを収めたライブ・アルバム『Birth of a Kiss』の限定アナログ盤に、ライブ・バージョンが収録された。また、ROSE RECORDSオンライン・ショップにて数量限定で販売されたボックス・セット『Birth of a Kiss Special BOX』には、このBOXセットのみのコンサート全編完全収録DVDにライブ映像が収められた。
同年リリースされたアルバム『「東京」』から次作『愛と笑いの夜 –a Night of Love & Laughter–』へのサウンドの変化の過程でリリースされた表題曲「ここで逢いましょう」について、後に曽我部恵一は「ライブでも毎回一番最初か最後にやる曲なんですけど、最大の失敗作と言われている曲です。演奏もすべて原始的なもので感情を表現しているし、これこそロックと思ったんですけど、普通の人には全然駄目みたいですね。そもそも『「東京」』のあとすぐにこの曲を出したのが、この結果を生んでいるんだと僕は思うんですよ。<白い恋人>なりサード・アルバムがあってこの曲という流れだったら、こういう結果にはならなかったと思うんですけどね。『「東京」』のあとにこの曲を出したことで、掴んだファンをパーッと放してしまった感じがしますね。でも、残った本当のファンはこの曲も好きだと思うし、結果的にはそれでよかったと思います。ちなみにこの曲はデモ・テープなんですよ。僕らがいつもリハーサルをやっているスタジオテイクってところがあるんですけど、そこで軽いレコーディングができるんですよ。最初はデモを録ろうということでやっていたんですけど、別に綺麗にやってもしょうがないということになって、そのまま出したんですよ。そんなのを出しても売れるわけがないなと最近は思いますけどね」と話している。また、『サニーデイ・サービス BEST 1995-2000』のライナーノーツで「ここで逢いましょう、とはいいタイトルだと思う。みんなでいっしょに演奏して、楽器を弾きながら同時に歌って、そんな録音の仕方ってなんて素敵なんだろう、自然なんだろうと思うようになっていった。それと同時に、ぼくらはすこしずつライブに対して関心を増やし始めた」と書いている。
「花咲くころ」について曽我部は『サニーデイ・サービス BEST 1995-2000』のライナーノーツで「きれいな歌。ある時期のある場所ある天気のことを憶い出す」と書いている。

## パッケージ、アートワーク
初回盤のみ限定カラー・ピクチャー・レーベル仕様。

## 収録曲
1. ここで逢いましょう  –  (5'09")
2. 花咲くころ  –  (3'46")

## クレジット

### ここで逢いましょう
| VOCAL, ELECTRIC GUITAR, ACOUSTIC GUITAR / 曽我部恵一 |
| BASS / 田中貴                                        |
| DRUMS / 丸山晴茂                                     |
| HAND CLAP / 全員                                     |

### 花咲くころ
| VOCAL, ACOUSTIC GUITAR / 曽我部恵一 |
| BASS / 田中貴                       |
| DRUMS / 丸山晴茂                    |
| PIANO / 宇佐美慶洋                  |

### スタッフ
| RECORDING ENGINEER 谷栄治（at スタジオ・テイク）       |
| MIXING ENGINEER 船橋浩一（at セディック）              |
| MASTERING ENGINEER 加藤正昭（at サンライズ・スタジオ） |
| DIRECTOR 渡邊文武（ミディ）                            |
| DESIGNER & PHOTOGRAPHER 小田島等 (floppy disco)        |
| EXECUTIVE PRODUCER 大蔵博                              |
| ALL SONGS WRITTEN & PRODUCED by 曽我部恵一             |

## リリース日一覧
| 地域 | リリース日   | レーベル     | 規格 | カタログ番号 | 備考                                           |
| ---- | ------------ | ------------ | ---- | ------------ | ---------------------------------------------- |
| 日本 | 1996年7月5日 | RHYME ⁄ MIDI | CD   | MDCS-1001    | 初回盤のみ限定カラー・ピクチャー・レーベル仕様 |